# Rüdersdorf
Rüdersdorf là một đô thị thuộc huyện Märkisch-Oderland, bang Brandenburg, Đức. Cách trung tâm Berlin 26 km về hướng đông.

## Thành phố kết nghĩa
- Pierrefitte-sur-Seine
- Hemmoor
- Luboń